# Human Error: Ways To Selfdestruction
Human Error: Ways to Selfdestruction – pierwszy długogrający album zespołu Crionics powstały w stylu blackened death metal. Album został wydany przez Candlelight Records a zarejestrowano go w Hertz Studio.

## Lista utworów
1. „Satanic Syndrome 666” (Vac-V, War-A.N) – 3:51
2. „Waterfalls of Darkness” (Vac-V, War-A.N) – 3:43
3. „Lunatic Gate” (Aryman, War-A.N) – 5:38
4. „Hallowed Whores” (War-A.N) – 4:13
5. „Crionics” (Vac-V, War-A.N) – 3:46
6. „Episode of the Falling Star” (War-A.N) – 5:04
7. „Matrix of Piety” (Vac-V, War-A.N) – 4:08
8. „Precipice Gaped” (Bielewicz, War-A.N, Zieba) – 4:21
9. „Sacrosanct Strength” (War-A.N, Zieba) – 3:44
10. „Indoctrination Procedure” (War-A.N) – 6:12

## Twórcy
Źródło.
- Michał „War-A.N” Skotniczny – wokal, gitara
- Wacław „Vac-V” Borowiec – syntezatory
- Marek „Marcotic” Kowalski – gitara basowa
- Maciej „Darkside” Kowalski – perkusja
- Sławomir i Wojciech Wiesławscy – inżynieria dźwięku, miksowanie, mastering, produkcja
- Jacek Wiśniewski – oprawa graficzna, okładka